# Lentikonus
Lentikonus innebär att ögats linsyta är mer konformad är normalt, vilket kan skapa refraktionsfel vid avbildning. Tillståndet är ovanligt, och uppstår vanligen som en missbildning. Lentikonus kan förekomma på både främre delen och bakre delen av linsen, men är vanligare på främre delen, då det vanligen hör ihop med Alports syndrom.